# Save Me (série télévisée britannique)
Pour les articles homonymes, voir Save Me.
Save Me est une série dramatique télévisée britannique, écrite, créée et interprétée par Lennie James. Elle a été diffusée pour la première fois sur Sky Atlantic le 28 février 2018, les six épisodes étant diffusés via Sky Box Sets et Now TV le même jour. La deuxième série, intitulée Save Me Too, est sortie le 1er avril 2020.

## Description
Sky Vision a distribué la première série dans le monde entier, mais les droits de distribution de la deuxième série ont été repris par la société sœur de Sky, NBCUniversal,. Aux États-Unis, la série a été reprise par Starz, où la série est disponible sur Starz on Demand depuis le 6 septembre 2018. Il est sorti sur Starz Cinema le 11 mai 2019.
La série met en vedette Lennie James dans le rôle de Nelson "Nelly" Rowe, un homme malheureux dont la vie est bouleversée lorsque Jody, la fille qu'il a eu il y a treize ans, disparaît mystérieusement. Il commence une quête déterminée pour aller au fond des choses et retrouver sa fille, mentant, implorant des faveurs et jouant de ses amitiés. Suranne Jones joue le rôle de Claire McGory, la mère de Jody. Outre James et Jones, Stephen Graham et Jason Flemyng sont également crédités en tant que membres principaux de la distribution.

## Accueil et critiques
Après un bon accueil critique pour la première série, une deuxième série est sortie en 2020, avec le titre modifié Save Me Too. Elle a remporté le British Academy Television Award de la meilleure série télévisée dramatique.

## Distribution

### Acteurs principaux
- Lennie James (VF : Thierry Desrose) : Nelson "Nelly" Rowe
- Suranne Jones (VF : Louise Lemoine Torrès[5]) : Claire McGory